# Кэри, Генри, 2-й граф Монмут
Генри Кэри (англ. Henry Carey; 15 января 1596, Денем, Бакингемшир, Королевство Англия — 13 июня 1661, Рикмансуорт, Хартфордшир, Королевство Англия) — английский аристократ, 2-й барон Кэри из Леппингтона и 2-й граф Монмут с 1639 года, рыцарь Бани. В 1621—1626 годах заседал в Палате общин. Мало интересовался политикой, во время гражданской войны придерживался нейтралитета. Перевёл с французского и итальянского языков ряд книг, некоторые его переводы были изданы. Кэри не оставил сыновей, так что его титулы после его смерти вернулись короне.

## Биография
Генри Кэри был старшим сыном Роберта Кэри, 1-го графа Монмута, и Элизабет Треваннион. По отцу он приходился правнуком Марии Болейн, сестре королевы Анны, и Елизавета I соответственно была его двоюродной тёткой.
Кэри родился в Денеме (Бакингемшир) 15 января 1596 года. Его семья некоторое время часто переезжала из-за службы Роберта, но после смерти королевы Елизаветы в 1603 году обосновалась при дворе. В 1611 году Генри поступил в Эксетерский колледж в Оксфорде, в феврале 1613 года он получил степень бакалавра и отправился в путешествие по Европе, чтобы завершить своё образование. Вернувшись в Англию осенью 1616 года, Кэри оказался в числе 26 молодых аристократов, посвящённых в рыцари Бани по случаю инаугурации принца Чарльза в качестве принца Уэльского. В 1620 году родители женили его ради приданого на Марте Крэнфилд, старшей дочери Лайонела Крэнфилда, 1-го графа Мидлсекса (позже лорда-казначея).
Сэр Генри не имел склонности к придворной жизни и после женитьбы жил исключительно в своих поместьях, проводя время среди книг. Тем не менее в период с 1621 по 1626 год его четырежды избирали в Палату общин как представителя Кэмелфорда, Беверли, Трегони и Сент-Моуза. Известно, что в 1624 году Кэри выступал в защиту тестя, обвинённого в коррупции, а в 1626 году — против герцога Бекингема, которому были предъявлены схожие обвинения. В 1626 году Кэри-старший получил титул графа Монмута, а сэра Генри начали именовать лорд Леппингтон; в 1639 году, после смерти отца, он унаследовал и титул, и семейные владения. Даже после этого Кэри почти не участвовал в политической жизни, хотя в стране развернулась гражданская война между королём и парламентом. Источники упоминают только об одном его выступлении в парламенте — в 1641 году, в связи с законопроектом о лишении епископов их мест в Палате лордов. Летом 1642 года граф посетил короля в Йорке, и парламент за это подверг его импичменту. Позже Кэри пришлось разрушить свой замок Кенилуэрт и продать часть поместий.
С 1642 года сэр Генри посвятил себя исключительно учёным занятиям: он переводил с французского и итальянского языков исторические книги, и некоторые из его переводов были изданы («Ромул и Тарквиний, или Царь и тиран» маркиза Валецци, «История Венеции» Пола Паруты). Перед смертью граф работал над переводом «Истории Франции» Джиральдо Приорато.
Граф умер 13 июня 1661 года в своём поместье Рикмансуорт в Хартфордшире.

## Семья
Генри Кэри был женат на Марте Крэнфилд, старшей дочери Лайонела Крэнфилда, 1-го графа Мидлсекса, и Элизабет Шепард. В этом браке родились двое сыновей и восемь дочерей. Старший сын, Лайонел, погиб в 1644 году при Марстон-Муре, где сражался на стороне роялистов, а второй, Генри, умер в 1649 году от оспы, оставив маленького сына. Последний умер в 1653 году, так что 2-й граф Монмут остался последним мужчиной в своём роду. После его смерти графский титул вернулся короне.
В числе дочерей сэра Генри были Энн (около 1626—1688/89, жена Джеймса Гамильтона и сэра Роберта Максвелла), Мэри (около 1632 — после 1682, жена Уильяма Филдинга, 3-го графа Денби), и Марта (около 1635—1705, жена Джона Миддлтона, 1-го графа Миддлтона).